# Крости, Эжен
Эжен Шарль Антуан Крости (фр. Eugène Crosti; 21 октября 1833, Париж — 30 декабря 1908, там же) — французский оперный певец, баритон, музыкальный педагог.

## Биография
Учился в Парижской консерватории, где в 1857 году был награждён Гран-при на конкурсе певцов.
Дебютировал в опере Джоконда Амилькаре Понкьелли. В 1857—1866 годах выступал на сцене Опера-Комик.
После создания ряда знаменитых персонажей опер, в октябре 1876 года стал преподавателем вокала в Парижской консерватории (ныне Парижская Высшая национальная консерватория музыки и танца), где среди его известных учеников были Анна Беле, Леон Эскалай и Мария Люро.
Перевёл ряд арий и опер, в том числе итальянских: «Pagliacci», «La Bohème», «La Martyre», «Zazà», «Chatterton»).
После отставки в 1903 году давал частные  уроки пения.
Автор нескольких учебников и пособий. Похоронен на кладбище Пер-Лашез.

## Избранные сочинения
- 1878: Abrégé de l’art du chant
- 1878: Six exercices vocaux
- 1880: La voix des enfants
- 1893: Le gradus du chanteur
- 1894: Première années de chant
- 1896: Précis de prononciation
- 1896: Le gradus du chanteur, méthode de chant conçue sur un plan nouveau

## Награды
- Кавалер ордена Почётного легиона
- Орден Академических пальм
- Серебряная медаль на Всемирной выставке 1900 года
- Бронзовая медаль на национальной и региональной выставке в Руане 1884 г.